# Hyllisia suturaloides
Hyllisia suturaloides är en skalbaggsart som beskrevs av Stefan von Breuning 1981. Hyllisia suturaloides ingår i släktet Hyllisia och familjen långhorningar. Inga underarter finns listade i Catalogue of Life.